# Federico II di Lotaringia
Federico II di Lotaringia o di Lorena o di Bar (995 circa – 18 maggio 1026) fu conte di Bar e duca di Lotaringia, coregnante col padre, Teodorico I, dal 1019 alla sua morte.

## Origine
Secondo le Laurentii Gesta Episcoporum Virdunensium era il figlio primogenito del conte di Bar e poi duca dell'Alta Lorena (Lotaringia), Teodorico I e di Richilde di Bliesgau (moglie di Teodorico dal 985, figlia di Folmar I Conte Lunéville e Metz e di Berta di cui non si conoscono gli ascendenti.
Secondo la Chronica Albrici Monachi Trium Fontium, Teodorico I di Lotaringia era figlio terzogenito del conte di Bar e poi duca dell'Alta Lorena (Lotaringia), Federico I e di Beatrice, figlia primogenita del marchese di Neustria demarcus, conte d'Orleans e conte di Parigi (dal 936 chiamato duca dei Franchi) e futuro duca di Borgogna, Ugo il Grande, e della sua terza moglie Edvige di Sassonia, figlia del defunto re di Germania, Enrico I l'Uccellatore e sorella del re di Germania e futuro imperatore, Ottone I, come ci riporta, nelle sue cronache, Rodolfo il Glabro. Beatrice era la sorella del futuro re di Francia, Ugo Capeto, e del futuro duca di Borgogna, Enrico Ottone.

## Biografia
Secondo lo storico, Georges Poull, nel suo libro La Maison souveraine et ducale de Bar (1994) (non consultato), nel 1016, Federico, per conto del padre Teodorico I, si alleò con il quarto conte di Angiò, Folco Nerra e sconfisse a Pontlevoy Oddone II di Blois, conte di Meaux, Chartres e Troyes.
Poi, ancora secondo Georges Poull, nel 1019, Federico fu associato nella reggenza del ducato dal padre, Teodorico I, ed è per questo che viene annoverato come duca dell'Alta Lorena (Lotaringia) e conte di Bar, anche se, sempre il Poul sostiene che non fosse ufficialmente investito dei titoli.
Alla morte dell'imperatore del Sacro Romano Impero, Enrico II, nel 1024, assieme al padre, Teodorico, Federico si oppose fervidamente all'elezione a re di Germania di Corrado II, rifiutando di riconoscerlo; ancora secondo Georges Poull, cercò alleanze anche tra i nobili del nord Italia e strinse alleanza col duca di Svevia, Ernesto II, e stava organizzando un'altra rivolta quando morì.
Secondo le Laurentii Gesta Episcoporum Virdunensium Federico morì prima del padre Teodorico; secondo le Die älteren Urkunden des Klosters S. Vanne zu Verdun (non consultate), Federico morì il 18 maggio 1026, mentre il padre, Teodorico, secondo le Obits mémorables tirés de nécrologes luxembourgeois, rémois et messins (non consultate), morì circa un anno dopo, l'11 aprile 1027.
Ad entrambi succedette il rispettivamente figlio e nipote, Federico, come Federico III.

## Matrimonio e discendenza
Nel 1016, Federico, come ci viene confermato dal Alberti Miliolo Notarii Regini Liber de Temporibus, De Gestis comitisse Matildis suorumque antecessorum, aveva sposato Matilde di Svevia(988–1031), figlia di Ermanno II, duca di Svevia, e cognata di Corrado II, che aveva sposato sua sorella, Gisella di Svevia, come risulta dal Chronicon Sancti Michælis, monasterii in pago Virdunensi: Matilde era vedova di Corrado I di Carinzia, come ci viene confermato dal Thietmari Merseburgensis episcopi chronicon.
Dopo essere rimasta vedova per la seconda volta, Matilde si sposò, in terze nozze col conte Esico di Ballenstedt, come ci viene confermato dall'Annalista Saxo, mentre le sue due giovani figlie, Sofia e Beatrice, sempre secondo il Chronicon Sancti Michælis, monasterii in pago Virdunensi furono educate dalla loro zia materna (Gisella di Svevia), moglie dell'Imperatore del Sacro Romano Impero, Corrado II, che le aveva adottate come proprie figlie..
Federico da Matilde ebbe tre figli:
- Federico, il suo successore[7]
- Sofia, contessa di Bar e di Pont-à-Mousson, sposata a Luigi, conte di Montbéliard[11]
- Beatrice, che si sposò con Bonifacio di Canossa, ed in seconde nozze con Goffredo III, duca di Lotaringia[11]; madre di Mathilde di Canossa.

## Ascendenza
|                           |   |                    | Genitori               |  |  | Nonni |  |  | Bisnonni           |  |  | Trisnonni |  |
|                           |   |                    |                        |  |  |       |  |  | Vigerico di Bidgau |  |  | …         |  |
|                           |   |                    |                        |  |  |       |  |  | Vigerico di Bidgau |  |  | …         |  |
|                           |   | …                  |                        |  |  |       |  |  | Vigerico di Bidgau |  |  |           |  |
| Federico I di Lotaringia  |   |                    |                        |  |  |       |  |  | Vigerico di Bidgau |  |  |           |  |
|                           |   | Cunegonda          | …                      |  |  |       |  |  |                    |  |  |           |  |
|                           |   | Cunegonda          | …                      |  |  |       |  |  |                    |  |  |           |  |
|                           |   | Cunegonda          | Ermentrude             |  |  |       |  |  |                    |  |  |           |  |
| Teodorico I di Lotaringia |   | Cunegonda          |                        |  |  |       |  |  |                    |  |  |           |  |
|                           |   | Ugo il Grande      | Roberto I di Francia   |  |  |       |  |  |                    |  |  |           |  |
|                           |   | Ugo il Grande      | Roberto I di Francia   |  |  |       |  |  |                    |  |  |           |  |
|                           |   | Ugo il Grande      | Beatrice di Vermandois |  |  |       |  |  |                    |  |  |           |  |
| Beatrice di Parigi        |   | Ugo il Grande      |                        |  |  |       |  |  |                    |  |  |           |  |
|                           |   | Edvige di Sassonia | Enrico I di Sassonia   |  |  |       |  |  |                    |  |  |           |  |
|                           |   | Edvige di Sassonia | Enrico I di Sassonia   |  |  |       |  |  |                    |  |  |           |  |
|                           |   | Edvige di Sassonia | Matilde di Ringelheim  |  |  |       |  |  |                    |  |  |           |  |
| Federico II di Lotaringia |   | Edvige di Sassonia |                        |  |  |       |  |  |                    |  |  |           |  |
|                           | … | …                  |                        |  |  |       |  |  |                    |  |  |           |  |
|                           | … | …                  |                        |  |  |       |  |  |                    |  |  |           |  |
|                           | … | …                  |                        |  |  |       |  |  |                    |  |  |           |  |
| Folmar I di Bliesgau      | … |                    |                        |  |  |       |  |  |                    |  |  |           |  |
|                           |   | …                  | …                      |  |  |       |  |  |                    |  |  |           |  |
|                           |   | …                  | …                      |  |  |       |  |  |                    |  |  |           |  |
|                           |   | …                  | …                      |  |  |       |  |  |                    |  |  |           |  |
| Richilde di Bliesgau      |   | …                  |                        |  |  |       |  |  |                    |  |  |           |  |
|                           |   | …                  | …                      |  |  |       |  |  |                    |  |  |           |  |
|                           |   | …                  | …                      |  |  |       |  |  |                    |  |  |           |  |
|                           |   | …                  | …                      |  |  |       |  |  |                    |  |  |           |  |
| Berta                     |   | …                  |                        |  |  |       |  |  |                    |  |  |           |  |
|                           |   | …                  | …                      |  |  |       |  |  |                    |  |  |           |  |
|                           |   | …                  | …                      |  |  |       |  |  |                    |  |  |           |  |
|                           |   | …                  | …                      |  |  |       |  |  |                    |  |  |           |  |
|                           |   | …                  |                        |  |  |       |  |  |                    |  |  |           |  |

### Fonti primarie
- (LA)  Monumenta Germaniae Historica, Scriptores, tomus IV.
- (LA)  Monumenta Germaniae Historica, Scriptores, tomus X.
- (LA)  Monumenta Germaniae Historica, Scriptores, tomus XXIII.
- (LA)  Monumenta Germaniae Historica, Scriptores, tomus VII.
- (LA)  Monumenta Germaniae Historica, Scriptores, tomus XXXVII.
- (LA)  Monumenta Germaniae Historica, Scriptores, tomus XXXI.
- (LA)  Thietmari Merseburgensis episcopi chronicon Archiviato il 10 maggio 2009 in Internet Archive..

### Letteratura storiografica
- Austin Lane Poole, L'imperatore Corrado II, in «Storia del mondo medievale», vol. IV, 1999, pp. 170–192